# Betizu Kanala
Betizu Kanala (Canal Betizu, en euskera) fue canal de televisión por cable creado y lanzado por EITB y Euskaltel en colaboración. El canal emitió durante los años 2003 y 2010 y solo emitía por cable.
Su programación era infantil y juvenil, dirigida a los niños y adolescentes. Constaba de un contenido variado: dibujos animados, series, concursos, programas y demás. Era un canal similar al americano Disney Channel o al español ClanTV.

## Historia

### Inicio
El canal Betizu se creó y comenzó sus emisiones el 1 de septiembre de 2003. Reemplazó al canal de televisión Super Bat Telebista que estuvo en el aire de 1999 hasta el año 2003. Fue lanzado a partir de una colaboración entre EITB y Euskaltel, además del grupo alemán Bertelsmann.
El canal Betizu era similar al canal americano Disney Channel o al español ClanTV. Se trataba de un canal infantil y su contenido era principalmente el del programa Betizu del canal ETB1. Sin embargo, no se debe confundir el canal Betizu y el programa Betizu de ETB1. Como en ese momento (2001-2011) el canal ETB 1 emitía contenidos generalistas para todos los públicos (adultos, mayores,...), Betizu era el espacio de programación para el público infantil y juvenil. En esa programación infantil-juvenil (Betizu) se emitían diferentes contenidos: programas, dibujos animados, series de televisión, programas de televisión,... Pero en este caso era un espacio de programación (no un canal completo y exclusivo). En cambio, el canal Betizu era un canal completo y exclusivo.
Además de eso, en el año 2008, EITB y Euskaltel crearon y lanzaron el canal Betizu+2 Kanala (también televisión por cable). El canal Betizu+2 era idéntico al canal Betizu, pero con dos horas de diferencia.

### Reemplazo por ETB3
El canal de televisión ETB3 fue lanzado el 10 de octubre de 2008 como un canal de televisión generalista con programación para todos los públicos. Sin embargo, en el año 2010 el canal ETB3 decidió cambiar su programación y se convirtió en un canal infantil exclusivo, con contenido únicamente infantil (dibujos animados, etc.). De este modo, debido a dicha conversión del canal en el año 2010, el canal ETB3 pasó a reemplazar el canal Betizu.
Cronología de los canales de televisión:
- Super Bat Telebista (1999-2003)
- Betizu Kanala (2003-2010)
- Betizu+2 Kanala (2008-2010)
- ETB3 (2010-...)

## Imagen corporativa

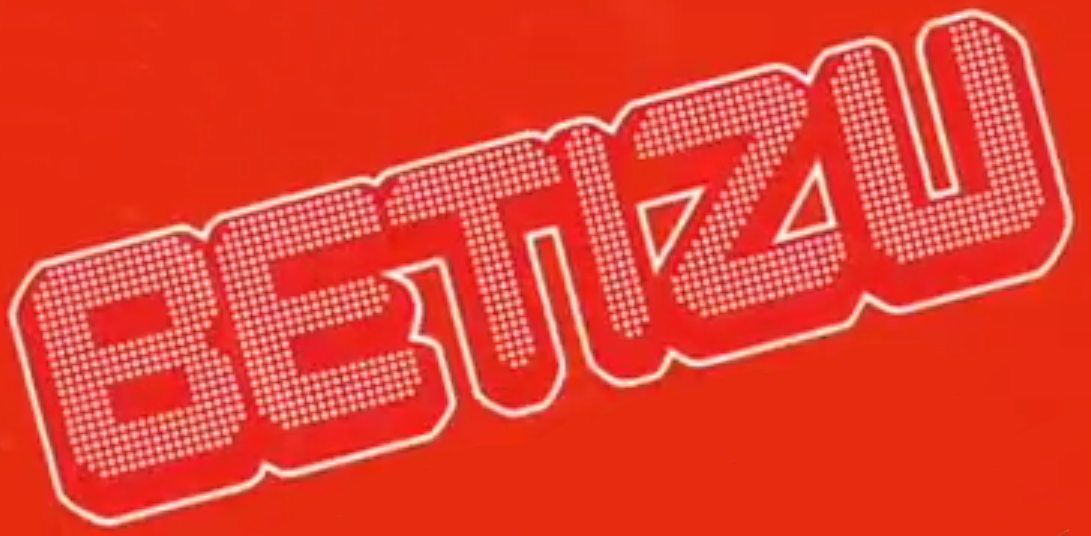
Logo del canal infantil en Euskaltel Betizu Kanala y de Betizu+2 Kanala, hasta el 15 diciembre de 2010, cuando fue sustituido por ETB 3+2